# Ernst Pinkert

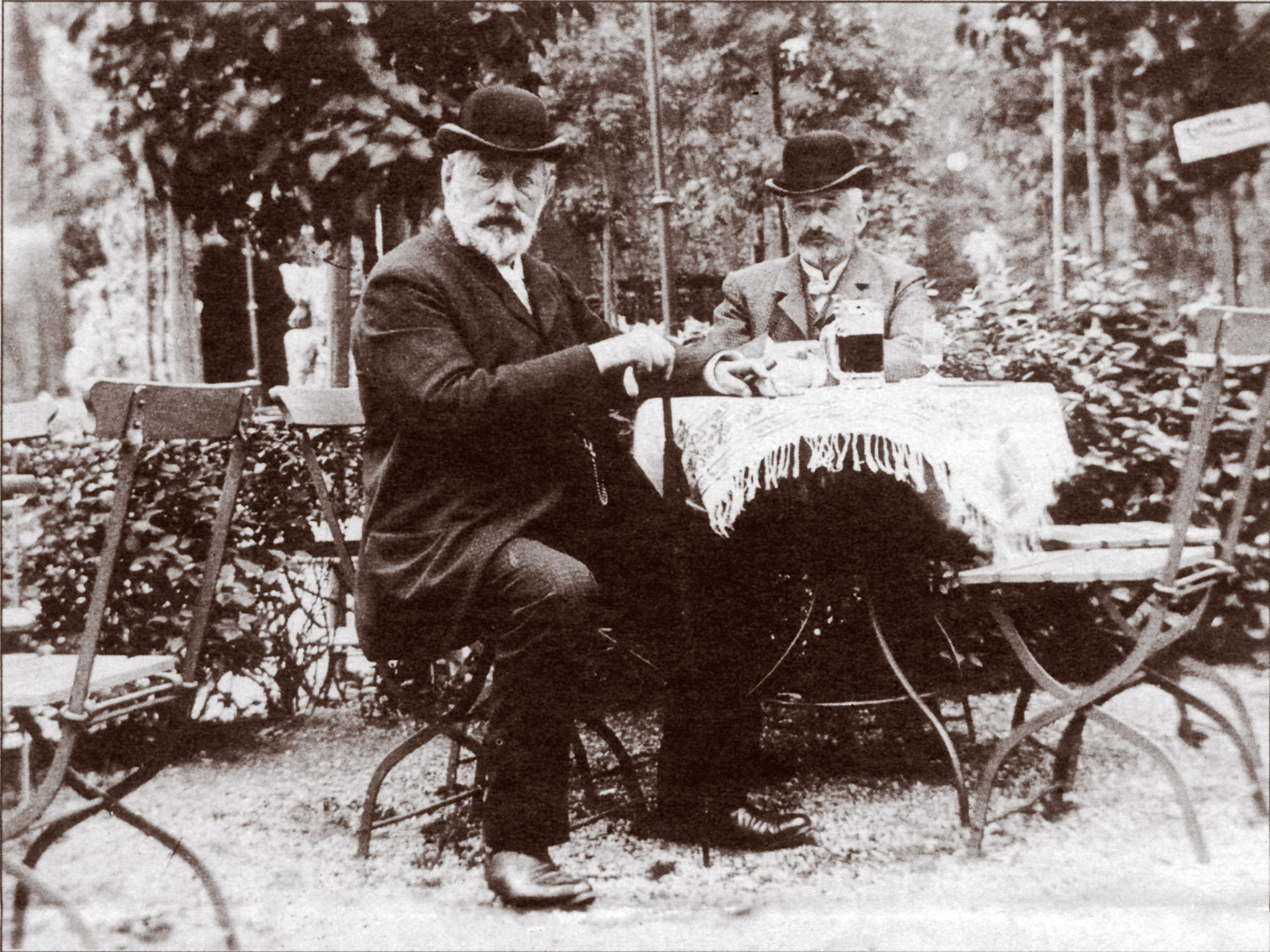
Ernst Pinkert (um 1906)

Ernst Pinkert in seinen letzten Lebensjahren zusammen mit seiner Frau

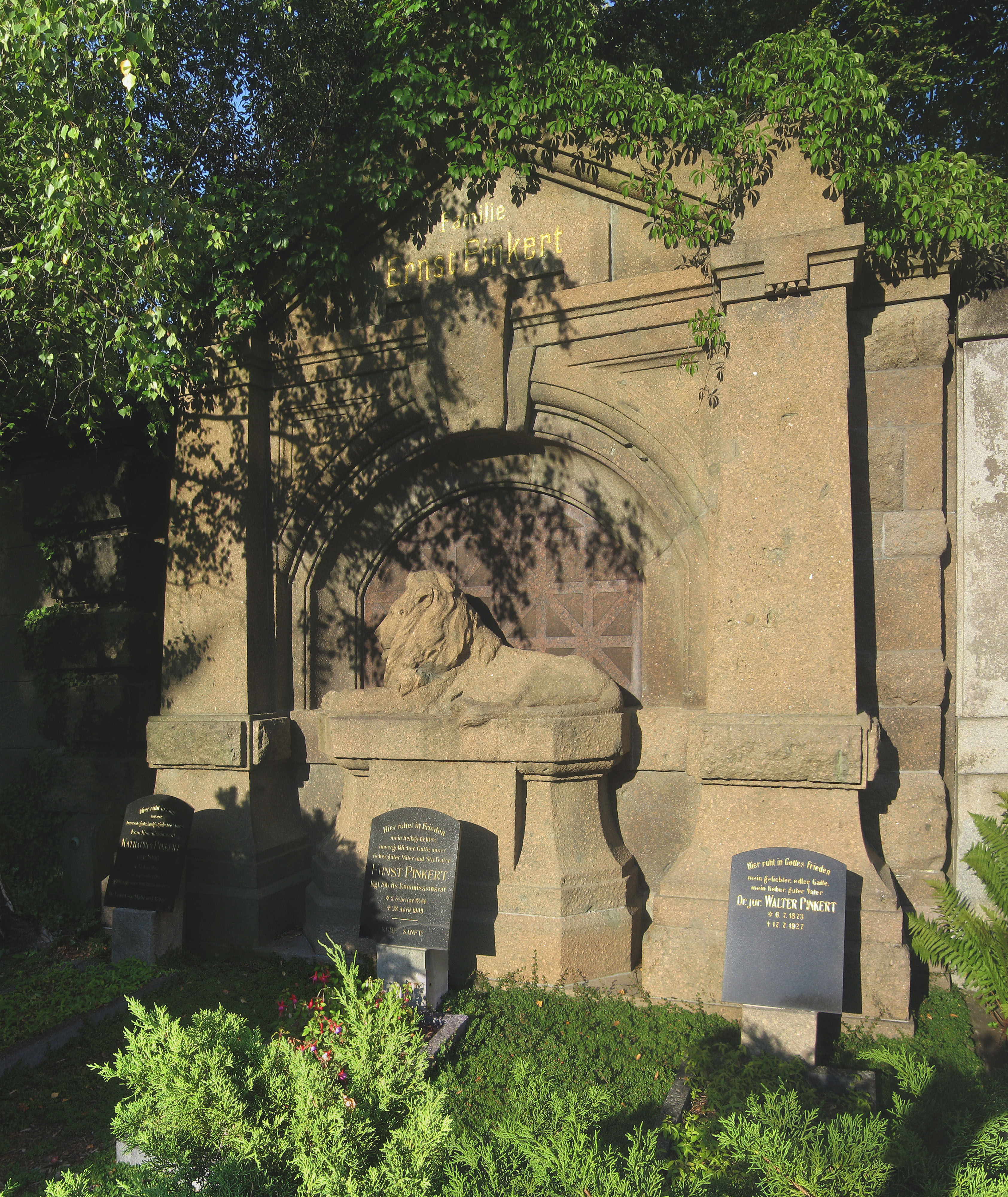
Pinkerts Grabstätte auf dem Leipziger Nordfriedhof

 Ernst Wilhelm Pinkert (* 5. Februar 1844 in Hirschfelde; † 28. April 1909 in Leipzig) war ein deutscher Gastwirt und Gründer des Leipziger Zoos.

## Kinder- und Jugendzeit
Der Sohn des Häuslers und Tagarbeiters Johann Christoph Pinkert und dessen Frau Rahel Dorothea geb. Lehmann wuchs in einem kleinen Umgebindehaus auf, das der Vater 1837 für 200 Taler erwarb. Seine späteren Ambitionen für eine eigene Gastwirtschaft wird er bei seinem Paten Carl Gottlieb Seifert erworben haben. Dieser betrieb am Hirschfelder Marktplatz den Gasthof Zum Hirsch, in dem Pinkert der Überlieferung zufolge das Handwerk eines Gastwirts erlernt hat.

## Zoodirektor
Im Jahre 1863 zog Ernst Pinkert nach Leipzig, um dort als Gastwirt tätig zu sein. 1870 wurde er Bürger der Stadt und pachtete 1873 die Restauration Zum Pfaffendorfer Hof. Zur Belebung seiner Gastwirtschaft begann er 1876 mit seinem Partner, dem Hamburger Tierhändler Carl Hagenbeck, mit der Ausstellung exotischer Tiere. Auf einer Fläche von etwas über einem Hektar eröffnete er am 9. Juni 1878, dem ersten Pfingsttag, als Privatunternehmen seinen Pfaffendorfer Tierpark, den 23. Zoo in Europa.
Im Jahr 1899 leitete Pinkert den Zoologischen Garten in eine Aktiengesellschaft über, zu deren Vorstand und Direktor er berufen wurde. In der Zeit danach entstanden das Verwaltungsgebäude, der Zooeingang in seiner Anbindung an die Pfaffendorfer Straße, das Gesellschaftshaus mit Restauration, der Konzertgarten, das Affenhaus und das Neue Raubtierhaus. Unter Pinkerts Leitung entwickelte sich der Leipziger Tiergarten von einer kleinen privaten Gründung zu einer international beachteten, beliebten Stätte der Erholung und Bildung, der Wissenschaft und Forschung.

### Völkerschauen
Pinkert veranstaltete auch sogenannte Völkerschauen. Dabei wurden im Zoo Menschen fremder Völker ausgestellt. Zwischen dem Raubtierhaus und dem Robbenbecken richtete er eine „Völkerwiese“ ein. Später ließ er daneben eine mit Urwaldkulisse ausgestattete „Völkerbühne“ errichten. Ernst Pinkert war 1880 der Initiator der Schau „Beduinen-Karawane“, die auch an anderen Orten gastierte. Um die Anziehungskraft der Schauen zu steigern, entwickelte Pinkert 1894 das Konzept der „Lebenden Bilder“, bei denen die ausgestellten Menschen bekannte Gemälde nachstellen mussten. Eine Gruppe Suaheli stellte beispielsweise die „Mohrenwäsche“ von Carl Joseph Begas dar. Dabei war es erwünscht, dass die Ausgestellten möglichst unbeholfen wirkten, um einen besonders hohen Unterhaltsamkeitswert zu erzielen.
Nach einjähriger, schwerer Krankheit starb Ernst Pinkert 1909 in Leipzig. Sein Grab befindet sich auf dem Nordfriedhof der Stadt an der Berliner Straße.

## Ehrungen
Der sächsische König verlieh Pinkert den Titel eines Königlich Sächsischen Kommissionsrats.

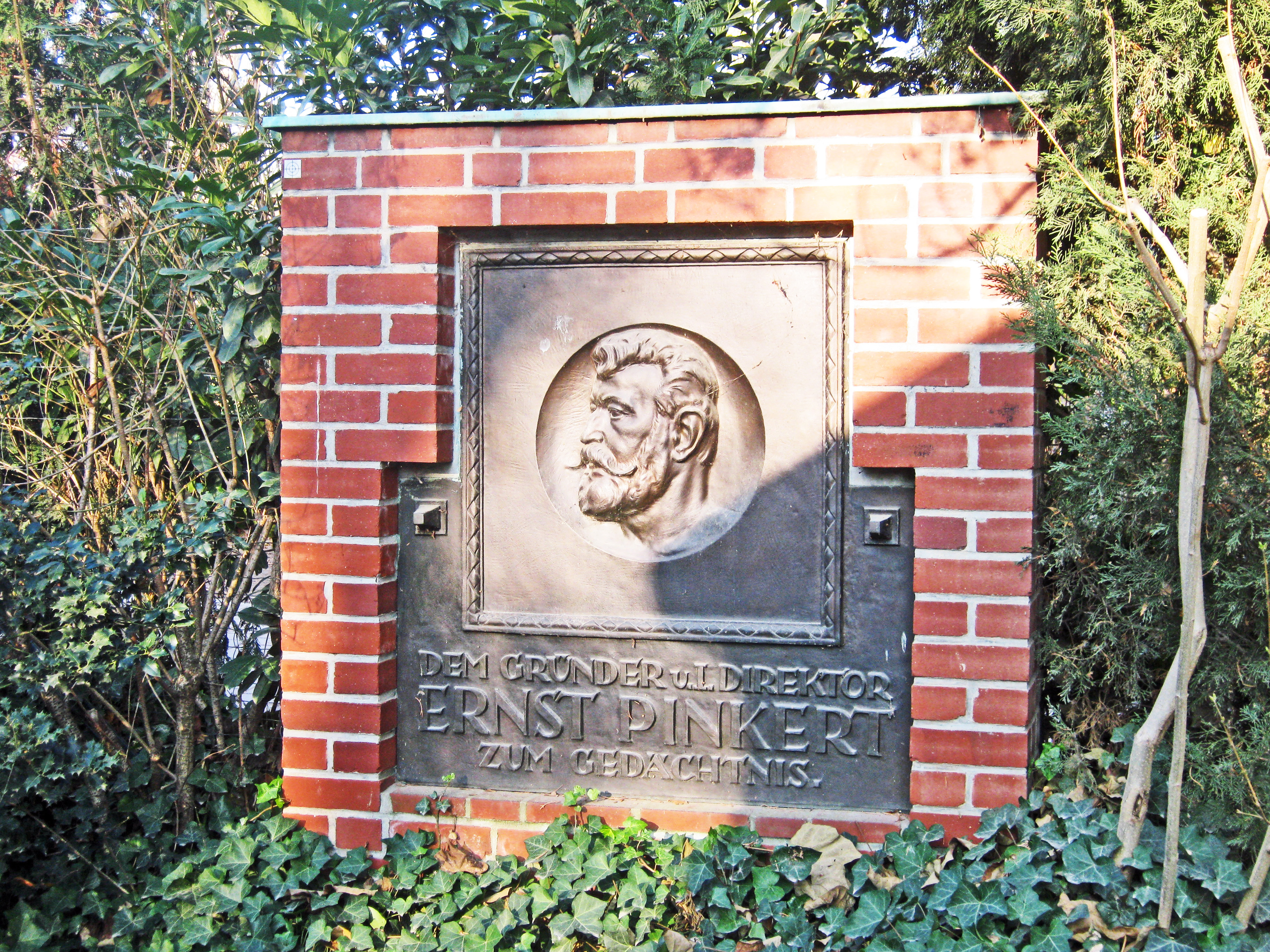
Pinkert-Denkmal im Leipziger Zoo

Anlässlich des 50-jährigen Jubiläums des Leipziger Zoo wurde am 16. Juni 1928 vor dem Neuen Raubtierhaus ein Denkmal Pinkerts eingeweiht. In einer Klinkermauer befindet sich zusammen mit einer Inschrift ein von Mathieu Molitor geschaffenes Bronzerelief, das den Zoogründer im Profil zeigt.
Aus Anlass von Pinkerts einhundertsten Todestag wurde 2009 ein Teilstück der Leipziger Erich-Weinert-Straße gegenüber dem Zoo in Ernst-Pinkert-Straße umbenannt. Außerdem wurde 2010 die 25. Schule in der Leipziger Martinstraße in Ernst-Pinkert-Schule benannt.

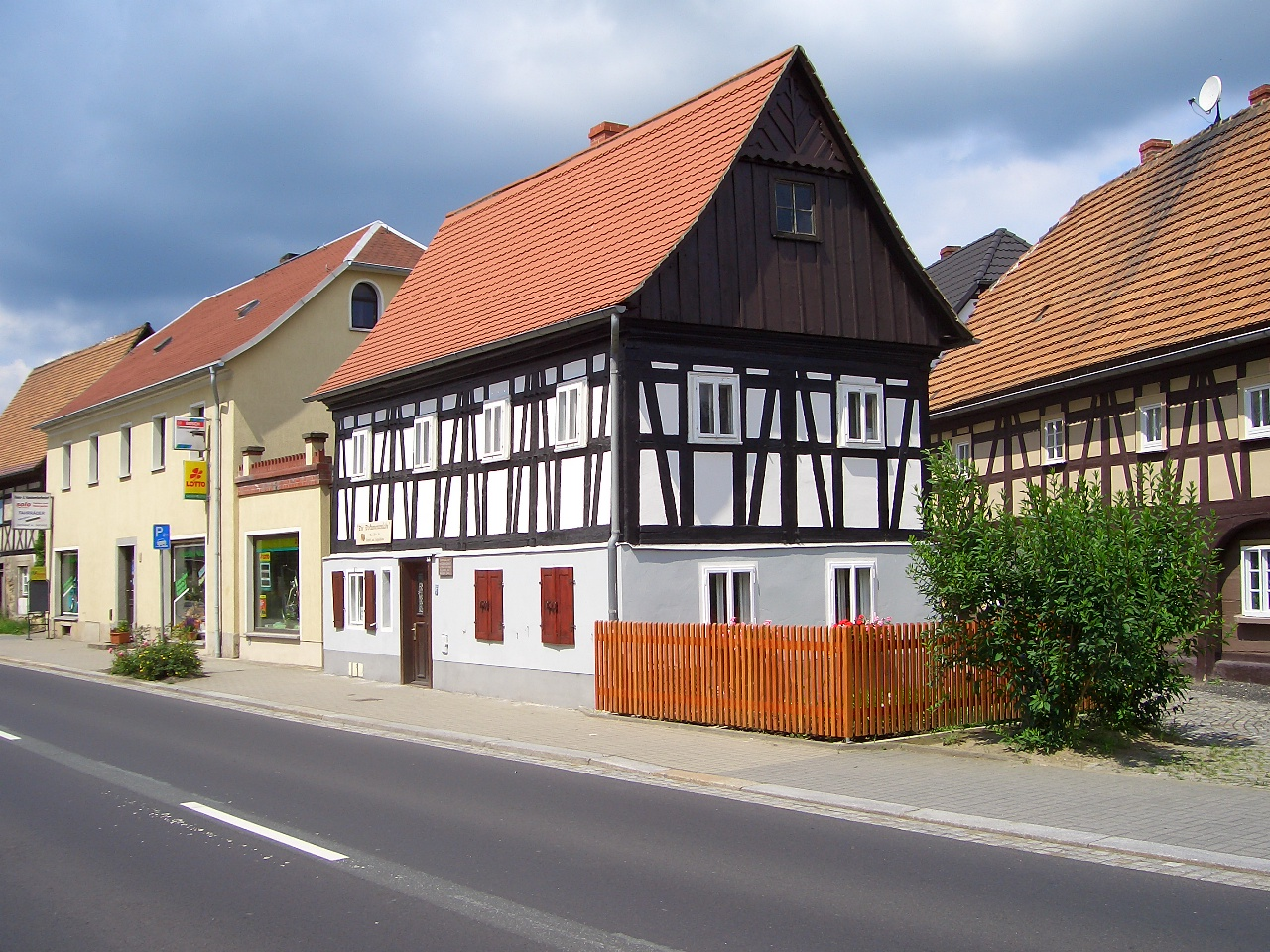
Pinkerts Elternhaus in Hirschfelde, Zittauer Straße 14

## Elternhaus
Das Elternhaus Ernst Pinkerts in Hirschfelde wechselte in den letzten 150 Jahren mehrmals den Besitzer. Die letzte Eigentümerin, Milda Ulbricht, stiftete um 1999 eine am Haus angebrachte Tafel zur Erinnerung an den Gründer des Leipziger Zoos. Nach deren Tod im Jahr 2005 ging die Immobilie an die Gemeinde Hirschfelde über. Danach übernahm der Hirschfelder Arbeitskreis Geschichte für die Vereinstätigkeit das Haus in der Zittauer Straße 14 und sanierte es.
Am 29. Mai 2010 vergab die Stiftung Umgebindehaus der Landkreise Görlitz und Bautzen den Umgebindehauspreis des Jahres 2010 an den Museum Dittelsdorf e. V. – Arbeitskreis Geschichte Hirschfelde „für die denkmalgerechte und originalgetreue Restaurierung des Umgebindehauses“.